# Michail Petrovič Lazarev
Michail Petrovič Lazarev, in russo Михаил Петрович Лазарев? (Vladimir, 14 novembre 1788, 3 novembre del calendario giuliano – Vienna, 23 aprile 1851, 11 aprile del calendario giuliano), è stato un esploratore e ammiraglio russo della marina imperiale.

## Biografia
Originario di una famiglia nobile della provincia di Vladimir, nel 1800 entrò nel Collegio Navale russo. Tre anni dopo venne aggregato alla flotta britannica dove rimase per cinque anni, interamente trascorsi in navigazione nel Mare del Nord, nel Mediterraneo, e negli oceani Pacifico, Atlantico e Indiano. Dal 1808 al 1813 servì nella flotta Baltica, prese parte alla guerra russo-svedese (1808-1809) ed alla guerra patriottica del 1812, e partecipò all'attacco a Danzica a bordo della nave Phoenix.
La sua prima circumnavigazione risale al periodo compreso fra 1813 e il 1816, a bordo del vascello Suvorov; la spedizione partì da Kronštadt per raggiungere l'Alaska. Durante la navigazione Lazarev scoprì l'atollo di Suvorov.
Nel 1819 gli venne affidato il comando della nave Mirnyj, la seconda nave della spedizione esplorativa guidata da Fabian Gottlieb von Bellingshausen (al comando dello sloop-of-war Vostok). Tra il 1819-1821 Lazarev effettuò così la sua seconda circumnavigazione, e durante la spedizione si ebbe il primo avvistamento del continente antartico. Il 28 gennaio (calendario gregoriano) del 1820 venne infatti avvistata la costa antartica, alle coordinate di 69°21′28″S 2°14′50″W.
Tra il 1822 e il 1825, Lazarev compì la sua terza circumnavigazione al comando della fregata Krejser, conducendo ricerche meteorologiche ed etnografiche, affiancato dal fratello Andrej al comando della nave Ladoga. Nel 1832 Andrej pubblicò un resoconto di questo viaggio.
Nel 1826 Lazarev divenne comandante della nave Azov, che fece parte della squadriglia che salpò verso il Mar Mediterraneo al comando dell'ammiraglio Login Petrovič Gejden (Lodewijk van Heiden), e prese parte alla battaglia di Navarino nel 1827. Lazarev fu promosso contrammiraglio per il valore dimostrato durante la battaglia.
Nel 1828-1829, durante la guerra russo-turca, guidò il blocco dello stretto dei Dardanelli. Nel 1830 Lazarev, ritornato a Kronštadt, divenne comandante di unità navali della Flotta Baltica, e due anni dopo divenne Comandante in capo della flotta del Mar Nero.
Nel febbraio del 1833, Lazarev guidò una squadriglia russa verso il Bosforo, dove firmò il Trattato di Hunkar-Iskelesi con la Turchia; nello stesso anno fu nominato Comandante della flotta del Mar Nero, dei porti del Mar Nero e governatore militare di Sebastopoli e di Nikolaev.
Lazarev morì nel 1851 a Vienna, dove si trovava per cure mediche; fu sepolto nella cattedrale di Sebastopoli.

## Intitolazioni
- Dopo il crollo dell'Unione Sovietica, l'incrociatore della classe Kirov Frunze della marina russa è stato rinominato Admiral Lazarev.
- L'insediamento Lazarev, nel Territorio di Chabarovsk, porta il suo nome.